# Nidau (distrikt)
Nidau var fram till 31 december 2009 ett amtsbezirk i kantonen Bern, Schweiz.

## Kommuner
Nidau var indelat i 25 kommuner:
- Aegerten
- Bellmund
- Brügg
- Bühl
- Epsach
- Hagneck
- Hermrigen
- Ipsach
- Jens
- Ligerz
- Merzligen
- Mörigen
- Nidau
- Orpund
- Port
- Safnern
- Scheuren
- Schwadernau
- Studen
- Sutz-Lattrigen
- Twann
- Tüscherz-Alfermée
- Täuffelen
- Walperswil
- Worben